# Aeropuerto Internacional de Ilopango
El Aeropuerto Internacional de Ilopango (IATA: ILS, OACI: MSSS) es un aeropuerto situado en el municipio de Ilopango, al oriente de la ciudad de San Salvador. La inauguración oficial se dio el 27 de abril de 1964 con el inicio de sus operaciones para vuelos internacionales. Sirvió durante muchos años como el principal aeropuerto internacional, hasta que fue sustituido por uno más grande y moderno: el Aeropuerto Internacional de El Salvador. En la actualidad, es usado para la aviación militar y vuelos chárter. También acoge el espectáculo aéreo anual de Ilopango Air Show. Es además sede del Museo Nacional de Aviación de El Salvador, que se encuentra en el antiguo edificio de la terminal. 
Cuenta con la sede de la Autoridad de Aviación Civil. También es la sede del Ilopango Air Show que se realiza todos los años comúnmente en el último fin de semana del mes de enero.

## Comisión Ejecutiva Portuaria Autónoma(CEPA)
La Comisión Ejecutiva Portuaria Autónoma (CEPA) es la encargada de velar por las actividades y desarrollo del Aeropuerto Internacional de Ilopango, las mejoras del complejo son:
- Nueva terminal de pasajeros, con capacidad de atender a más de 1,100 pasajeros al mes.
- Mejoras en la pista
- Mejoras en bacheo de la pista principal
- Mejoras en la señalización, sellado y grietas.

CEPA El Salvador inauguró en 2016 la nueva terminal de pasajeros en el Aeropuerto Internacional de Ilopango. La sala de espera tiene una capacidad para acoger a 60 pasajeros como máximo, según indicaron los representantes de CEPA. La construcción de dicha sala significó una inversión de $110,000 por parte de CEPA. Desde el referido aeropuerto parten vuelos hacia Guatemala, Honduras, Belice con transbordo en Guatemala ejecutados por Transportes Aéreos Guatemaltecos.

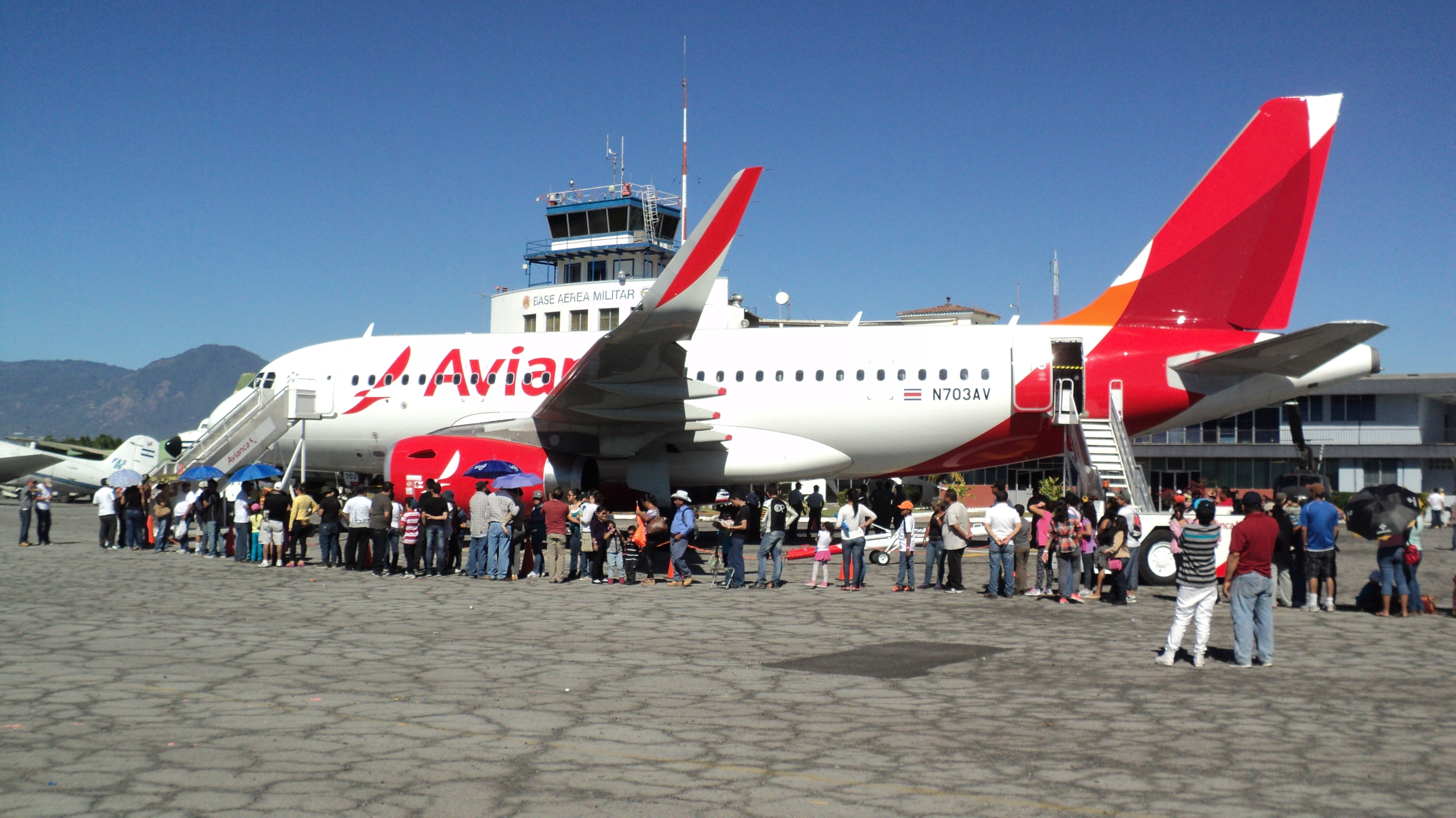
Airbus A319 de Avianca durante el show aéreo anual llevado a cabo en el aeropuerto

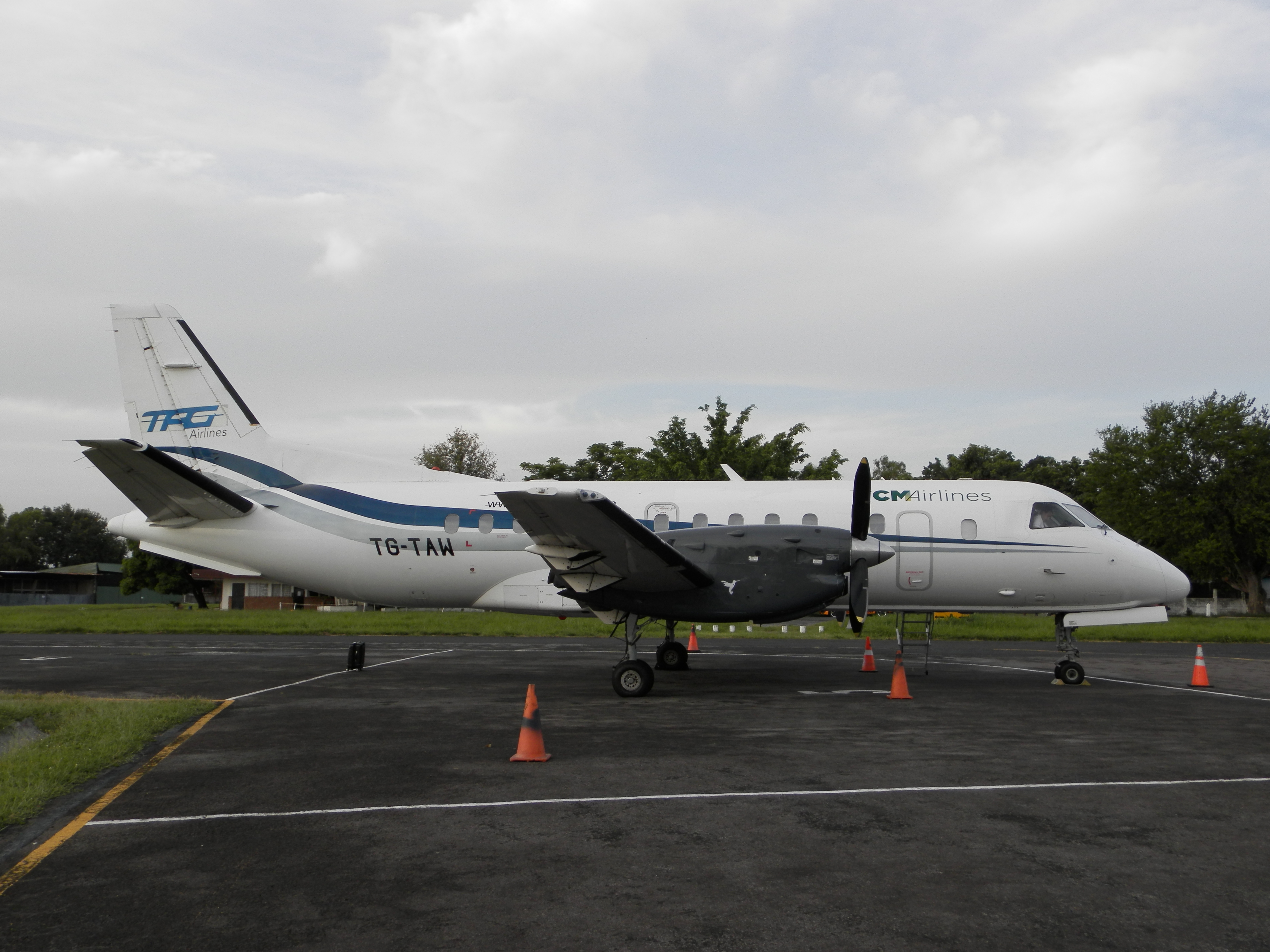
Saab 340 de TAG Airlines estacionado en el Aeropuerto de Ilopango

## Rehabilitación
Ilopango tiene el problema de muchos aeropuertos en América Central: limita con la ciudad y tiene casas cerca de ella, por lo que la pista no se puede ampliar. Sus hangares serán reubicados y modernizados para servir como aeropuerto comercial moderno. Será utilizado principalmente por el proyecto turístico PORTOPANGO en el Lago de Ilopango y para vuelos de cabotaje entre otros aeropuertos que se construirán en El Salvador.

## Historia
El Aeropuerto internacional de Ilopango fue una vez el aeropuerto más grande y concurrido de América Central, hasta que la guerra civil interrumpió sus operaciones. El aeropuerto tiene más de 50 años desde el primer aterrizaje de un jet de gran tamaño en la pista del Aeropuerto Internacional de Ilopango (AILO).  El honor le correspondió al Boeing 707-321B (cn 18338/287) “Jet Clipper El Salvador” matrícula N763PA de la compañía Pan Am.  A pesar de que la pista fue previamente utilizada por aeronaves a partir del 6 de abril, la inauguración oficial y el inicio de sus operaciones para vuelos internacionales se llevó a cabo el día lunes 27 de abril de 1964. Finalizó sus servicios de vuelos internacionales en enero de 1980, con la construcción de un Aeropuerto más grande y moderno se trasladó todo al Aeropuerto Internacional de El Salvador.  El proyecto dio inicio a principios de la década de los 60, pero fue hasta 1962 en que el Banco Interamericano de Desarrollo (BID) otorgó el préstamo de 10 millones 600 mil colones, necesarios para la construcción de la nueva pista y ampliación del edificio de la terminal. En agosto de 1962 fueron aprobados finalmente los planos del aeropuerto, documentos que fueron entregados por los representantes de “Airways Engineering Corporation of America” a las autoridades salvadoreñas.  Posteriormente en octubre de ese mismo año fueron adjudicadas las obras a las compañías: “Paul Hardeman Inc” y “Siman S. A.”, siendo la primera de estas la encargada de la construcción de la pista (incluyendo el túnel) de 2 mil 240 metros, por un valor de 6 millones 825 mil colones, mientras que la segunda se le adjudicó la construcción del edificio terminal, parqueos y la estación de bomberos a un costo de un millón 658 mil colones. Actualmente hay un plan que incluye la modernización y ampliación del aeropuerto para recibir aeronaves modernas. El año 2001, la administración pasó de las manos del ejército a la Comisión Ejecutiva Portuaria Autónoma (CEPA), la que está a cargo de la planificación del proyecto de modernización, desde 2014 ya se cuenta de nuevo con la terminal de pasajeros.

### Aerolínea de pasajeros
| Ciudades            | Nombre del aeropuerto                          | Aerolíneas                                    | Transbordo |
| ------------------- | ---------------------------------------------- | --------------------------------------------- | ---------- |
| Guatemala           |                                                |                                               |            |
| Ciudad de Guatemala | Aeropuerto Internacional La Aurora             | ARM Aviación/Transportes Aéreos Guatemaltecos | No         |
| Honduras            |                                                |                                               |            |
| San Pedro Sula      | Aeropuerto Internacional Ramón Villeda Morales | Transportes Aéreos Guatemaltecos              | No         |
| Tegucigalpa         | Aeropuerto Internacional Toncontín             | Transportes Aéreos Guatemaltecos              | No         |
| Roatán              | Aeropuerto Internacional Juan Manuel Gálvez    | Transportes Aéreos Guatemaltecos              | Si         |
| Belice              |                                                |                                               |            |
| Ciudad de Belice    | Aeropuerto Internacional Philip S. W. Goldson  | Transportes Aéreos Guatemaltecos              | Si         |

## Anexos
- Aeropuerto Internacional de El Salvador
- Anexo: Aeropuertos de El Salvador
- Anexo: Aeropuertos de Centro América

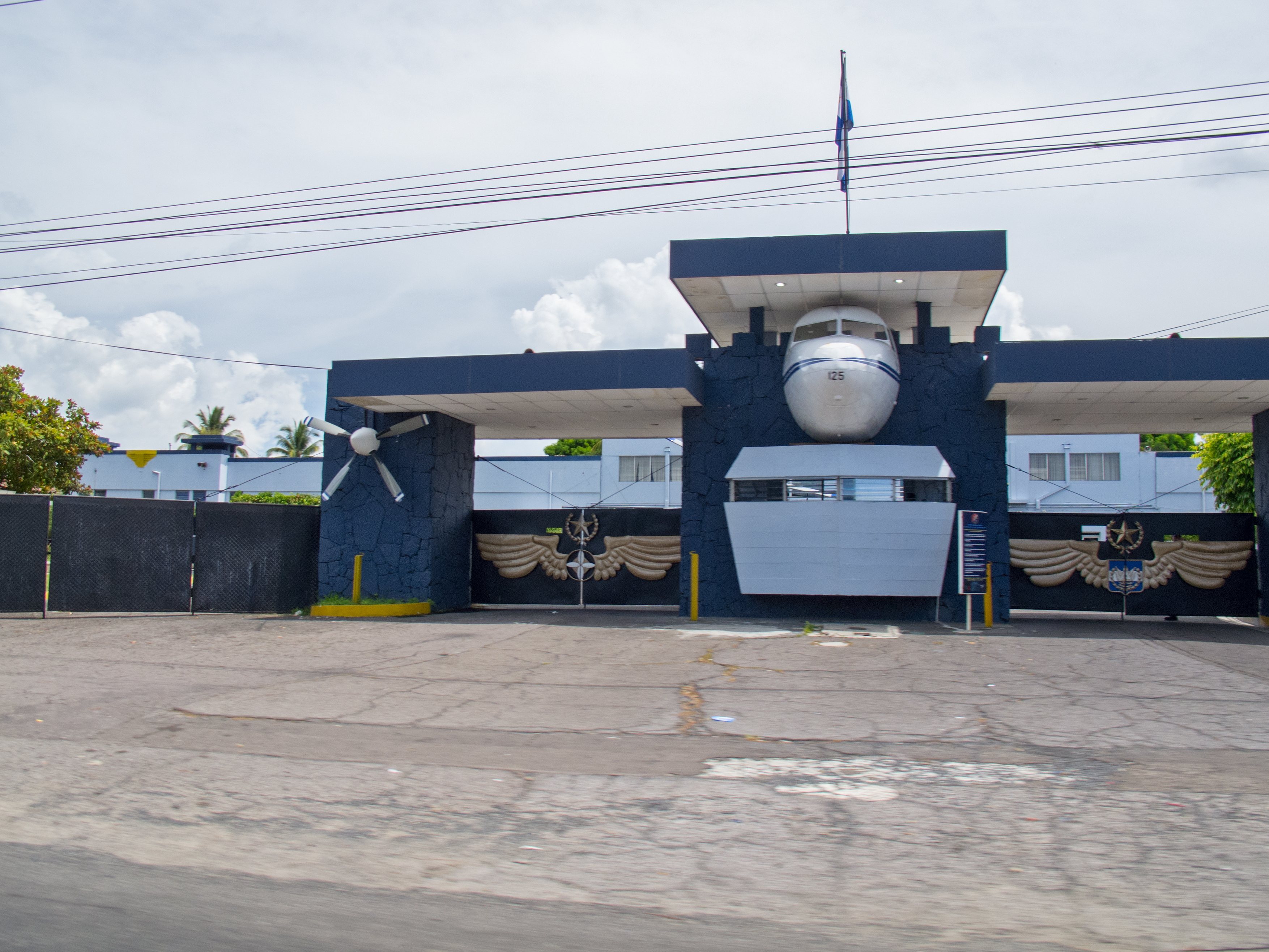
Entrada a la Primera Brigada Aérea en Ilopango.

- Anexo: Aeropuertos de América
- Aeropuertos del mundo